# Törring (Tittmoning)
Törring ist ein Gemeindeteil der Stadt Tittmoning im oberbayerischen Landkreis Traunstein.

## Geschichte
Das Kirchdorf wird erstmals als „Torringen“ im späten 8. Jahrhundert in den Breves Notitiae erwähnt. Im Jahr 976 wird eine Grafschaft Törring genannt. Das Geschlecht der Toerring wird erstmals um 1120/1130 urkundlich erwähnt. 1328 verlieh der Salzburger Erzbischof Friedrich III. den Toerringern die Hofmarksrechte über Törring und Tengling. Das 1817/18 aus der Hofmark entstandene Törring'sche Commun-Patrimonialgericht Törring und Tengling wurde 1848 aufgehoben. Die mit dem Gemeindeedikt von 1818 begründete Landgemeinde Törring wurde am 1. Mai 1978 nach Tittmoning eingemeindet.
In Erinnerung an die Geschichte Salzburgs ist im dortigen Stadtteil Liefering seit 1940 die Törringstraße nach der ehemaligen Salzburger Hofmark benannt.

## Baudenkmäler

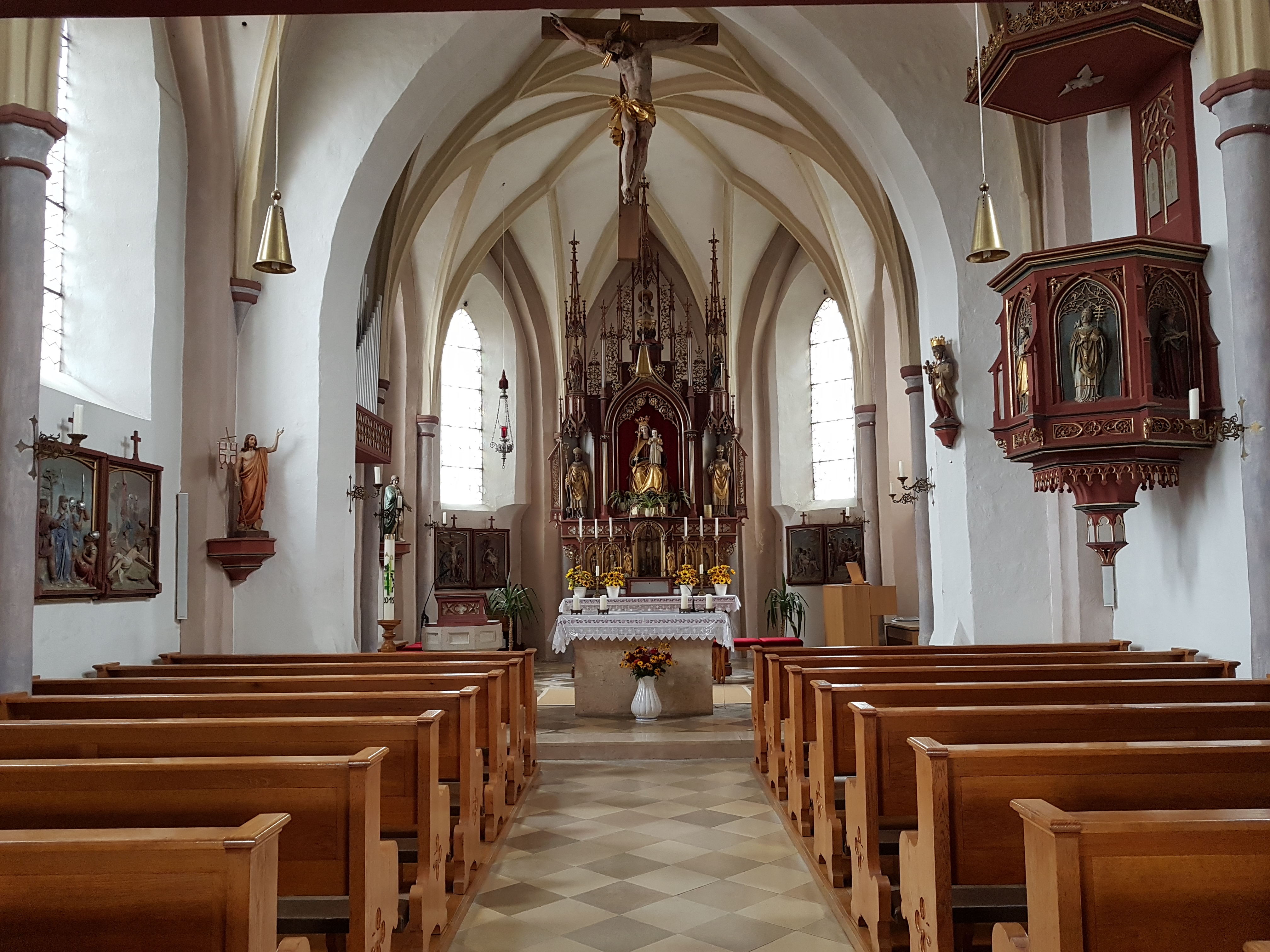
Innenansicht der Kirche St. Vitus

- Katholische Pfarrkirche St. Vitus, erbaut um 1500

Siehe auch: Liste der Baudenkmäler in Törring

## Bodendenkmäler
Siehe: Liste der Bodendenkmäler in Tittmoning